# Cipriano Muñoz y Manzano
Cipriano Muñoz y Manzano (La Habana, 3 de octubre de 1862-Biarritz, 24 de noviembre de 1933) fue un historiador, político, diplomático y lingüista español. Grande de España, con el título de conde de la Viñaza, desempeñó los cargos de embajador en Rusia, Italia y ante la Santa Sede, y diputado y senador del Reino.

## Biografía
Fue diputado en las Cortes de la Restauración por Egea de los Caballeros entre 1891 y 1895, y senador por Matanzas (Cuba) en 1898, Huesca en 1899, 1901, 1903, 1904 y senador por derecho propio en 1914.

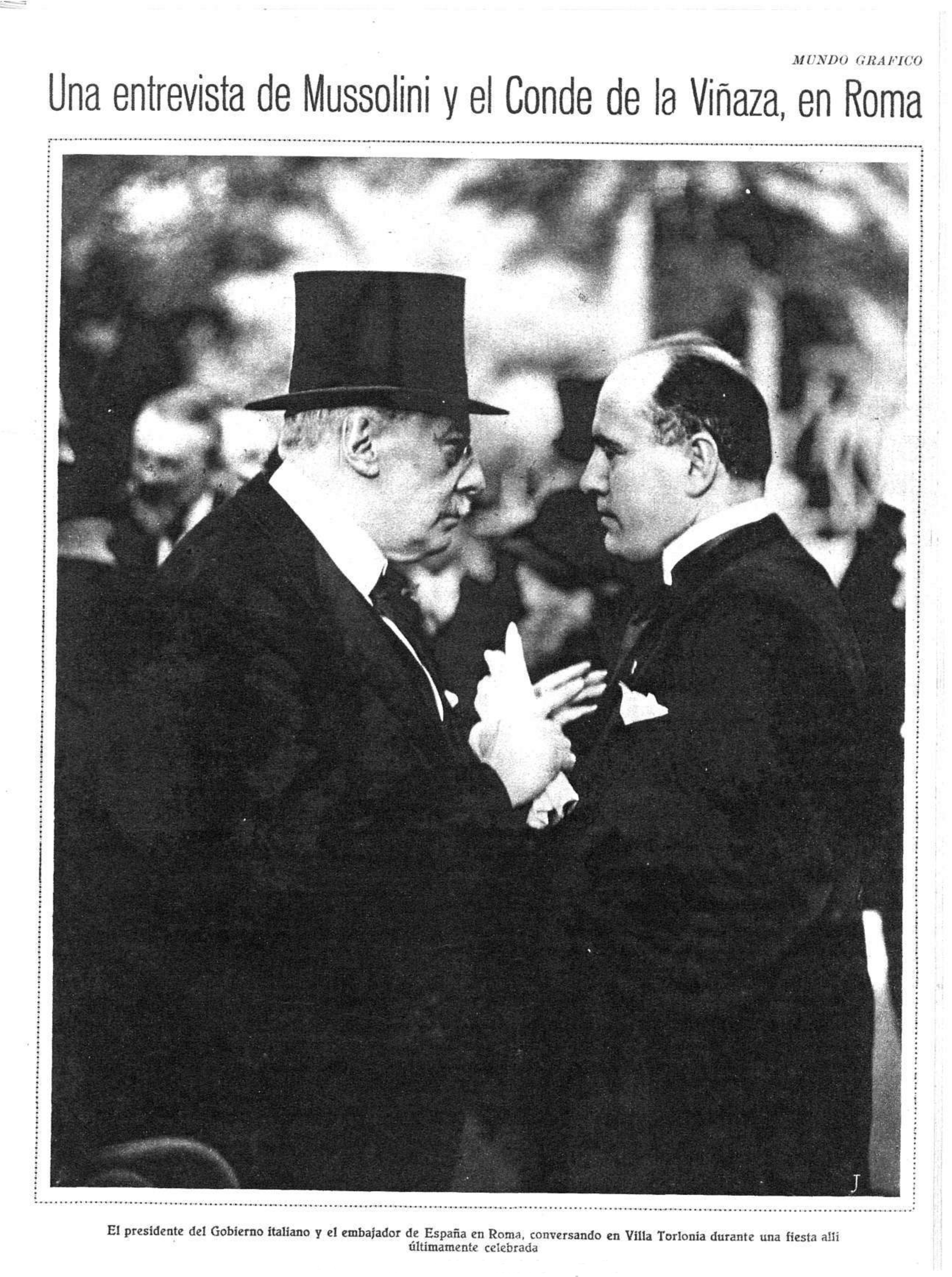
Fotografía del conde de la Viñaza charlando con Benito Mussolini en Roma (Mundo Gráfico, 1928)

Su particular conocimiento de América le sirve para representar a España en la conmemoración del Primer Centenario de la Independencia de Perú (1921). Donde la idea era congregar en Lima a representantes de todo el continente americano y de selectos países europeos. La invitación se extendió, en primer lugar, al aliado del régimen, los Estados Unidos, y también a los vecinos «conflictivos» como Brasil, Ecuador, Bolivia y Colombia. Quedó excluido Chile al no haberse resuelto aún el problema del plebiscito de Tacna y Arica. La Cancillería, a cargo de Alberto Salomón, dio a conocer la lista definitiva de invitados en octubre de 1920: confirmaron su asistencia 16 embajadas y 13 misiones especiales de todo el mundo. A España se le asignó un lugar de honor y al secretario de la embajada del Perú en Madrid, Oscar Barrenechea, se le encomendó la invitación al rey Alfonso XIII, gestión que finalmente no llegó a buen término; en su lugar vino, presidiendo una nutrida delegación, Cipriano Muñoz y Manzano, conde de la Viñaza y grande de España, con la categoría de embajador extraordinario.
Fue embajador de España en Bélgica, Portugal, Rusia, la Santa Sede e Italia (Quirinal), de la que se retiró en 1930, fijando su residencia en su villa de "Les Trois Fontaines" de Biarritz (Francia), lugar de encuentro de personajes del mundo de la aristocracia y diplomacia europeas. 
Casó con Concha Roca-Tallada y Castellano, con la que tuvo cinco hijos: Carlos, María Josefa (Duquesa de La Torre), Álvaro, Carmen (Condesa de Yebes) y Alfonso Muñoz Roca-Tallada.

## Obra
- Muñoz y Manzano, Cipriano (1882). Santa Teresa de Jesús: ensayo crítico. A. Pérez Dubrull.
- — (1887). Goya. Su tiempo, su vida, sus obras. Madrid.
- —; Mir, P. Miguel (1888). Aurelio Prudencio Clemente: ensayo biográfico-crítico. Tipografía de los Huérfanos.
- —; de Luna, Juan (1892). Arte breve i compendiossa para aprender á leer, escreuir, pronunciar y hablar la lengua española, compuesta por Juan de Luna ... Impressa en Londres, año de 1623 y nuevamente publicada ahora por el excelentísimo señor conde la Viñaza. Establecimiento tipográfico de La Derecha.
- — (1892). Adiciones al diccionario histórico de las más ilustres profesores de las bellas artes en España, de Juan Agustín Ceán Bermúdez,. Madrid : Tipografía de los Huérfanos.
- — (1892). Bibliografía española de lenguas indígenas de América, Cipriano Muñoz y Manzano Viñaza (conde de la). Sucesores de Rivadeneyra.
- — (1892). Gramática de la lengua vulgar de España. La Derecha.
- — (1893). Biblioteca histórica de la filología castellana. Madrid: Real Academia Española.
- —; Correas, Gonzalo (1903). Arte grande de la lengua castellana: Compuesto en 1626 por el maestro Gonzalo Correas... Publicado por primera vez el conde de la Viñaza... Tip. R. Fe.
- — (1904). Los cronistas de Aragón: Discursos leídos ante S.M. El rey don Alfonso XIII, presidiendo la Real academia de la historia, en la recepción pública del excmo. Sr. Conde de la Viñaza, el día 13 de marzo de 1904. Los hijos de M.G. Hernández.

## Distinciones
- Collar de la Real y Distinguida Orden de Carlos III (1927)[6]